# Tiếng Mông Cổ Ordos
Tiếng Mông Cổ Ordos (còn gọi là Urdus; tiếng Mông Cổ:  ᠣᠷᠳᠣᠰ; tiếng Trung: 鄂尔多斯, È'ěrduōsī) là một biến thể của tiếng Mông Cổ trung tâm, được nói trong khu vực thành phố Ordos ở Nội Mông. Nó được phân loại là một ngôn ngữ trong ngữ hệ Mông Cổ hoặc là một phương ngữ của tiếng Mông Cổ tiêu chuẩn. Theo nghiên cứu của Antoine Mostaert, sự phát triển của phương ngữ này có thể bắt nguồn từ 100 năm trước.
Tiếng Ordos có vốn từ vựng như một phương ngữ Mông Cổ bình thường, với một số từ mượn tiếng Tạng và tiếng Trung.